# Herpelidae
Herpelidae — родина земноводних з ряду Безногі земноводні. Має 2 роди та 9 видів.

## Опис
Загальна довжина представників цієї родини коливається від 20 до 60 см за своєю будовою та забарвленням схожі на види з родини Черв'яги. Відрізняються поділеними вушними кісточками, багатьма невеликими антотічними отворами, відсутністю окремої передлобової кістки. Забарвлення темних колір зі світлими відтінками.

## Спосіб життя
Полюбляють субтропічні та тропічні ліси. Мешкають у ґрунті та лісовій підстилці, де риють ходи. Активні вночі. Живляться безхребетними.
Це яйцекладні земноводні.

## Розповсюдження
Мешкають південніше пустелі Сахара (Африка).

## Роди
- Boulengerula
- Herpele